# Amisodaro
Nella mitologia greca, Amisodaro era un nobile licio, padre di Atimnio e di Maride.

## Il mito

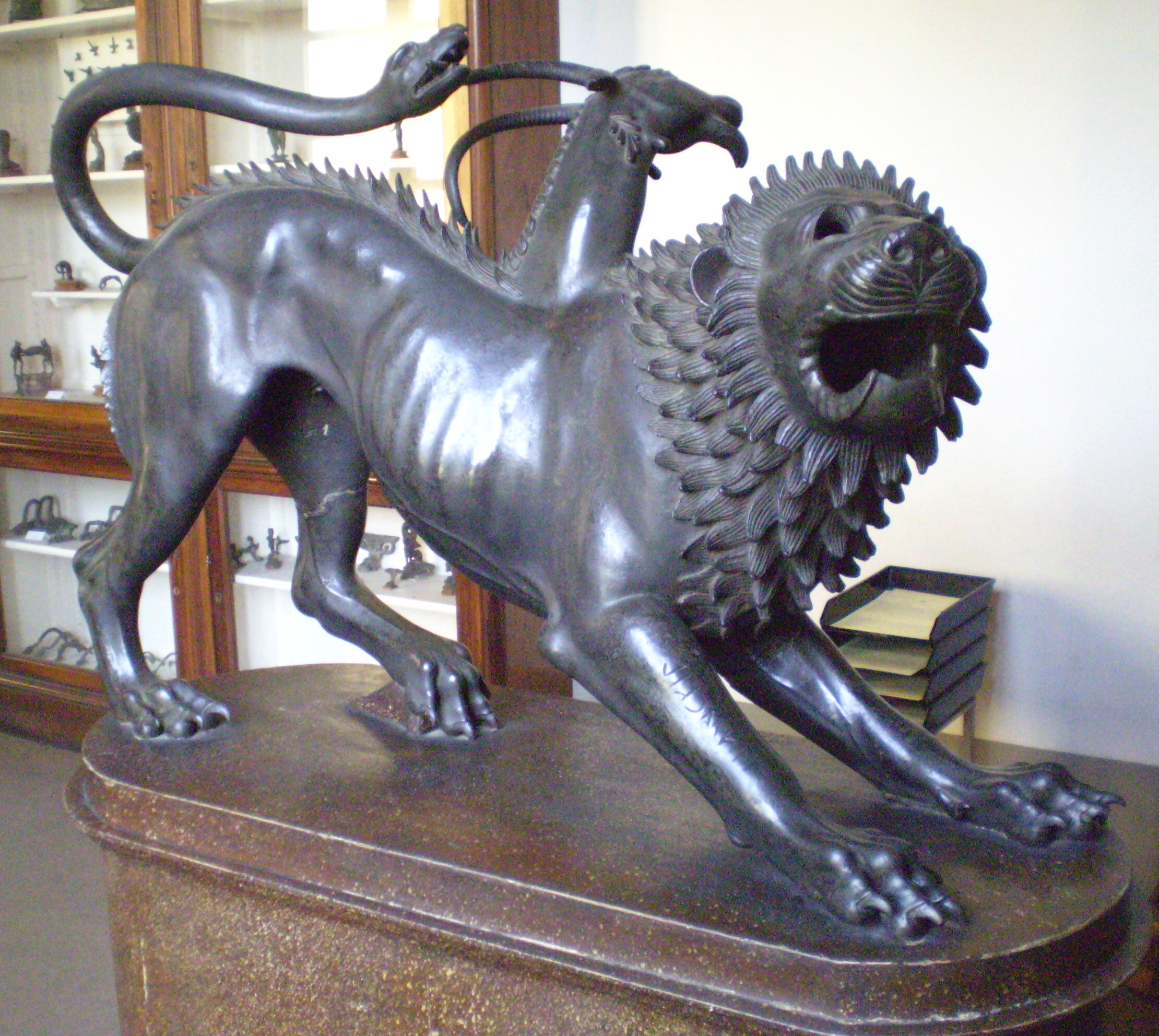
Chimera di Arezzo

Amisodaro, ricco cittadino della Licia, ebbe in tarda età due figli, Atimnio e Maride, che divennero durante la guerra di Troia compagni in armi del grande Sarpedonte. La guerra era scoppiata per via di un capriccio di amore voluto da Paride, che rapì Elena, moglie di Menelao. I due giovani persero insieme la vita in battaglia, per mano di un'altra coppia di fratelli, Antiloco e Trasimede.
Il nome di Amisodaro è legato anche alla Chimera. Tale mostro, dotato di tre teste, una di leone, una di capra e una di serpente, fu infatti tenuto a bada proprio dal saggio e tranquillo Amisodaro che lo nutriva, quando gli era possibile, per evitare che arrecasse danni maggiori agli abitanti della Licia, fino al giorno in cui Bellerofonte uccise l'orribile creatura.